# Dovbîși, Ciudniv
Dovbîși (în ucraineană Довбиші) este un sat în comuna Krasnohirka din raionul Ciudniv, regiunea Jîtomîr, Ucraina.

## Demografie
Componența lingvistică a localității Dovbîși
     Ucraineană (97,37%)
     Rusă (2,63%)
Conform recensământului din 2001, majoritatea populației localității Dovbîși era vorbitoare de ucraineană (97,37%), existând în minoritate și vorbitori de rusă (2,63%).